# Peziza prosthetica
Peziza prosthetica är en svampart som beskrevs av Dissing & Sivertsen 1983. Peziza prosthetica ingår i släktet Peziza och familjen Pezizaceae.  Artens status i Sverige är: Ej påträffad. Inga underarter finns listade i Catalogue of Life.